# ヒメツチグリ科
ヒメツチグリ科(Geastraceae)は担子菌門のハラタケ亜門ハラタケ綱に属し、スッポンタケ亜綱ヒメツチグリ目に分類されるきのこの科の一つである。英名はearthstarsであり、中国語では学名を直訳した地星科という名称が採用されている。6属・約60種類を含む。古い分類体系では腹菌綱ホコリタケ目に分類されていた。

## 形態
幼時は厚い外皮（殻皮外層および殻皮中層に包まれた球体状の外観をなし、その中に、革質ないし紙質の袋（殻皮内層）に包まれた基本体（グレバ gleba：胞子を形成する組織）が（通常は一個）存在するという構造をなしている。幼い子実体の先端はくちばし状に突出するものとそうでないものとがあり、種レベルでの同定の手掛かりとなる。成熟時には、子実体の頂端から殻皮（外層・中層が分離せず、一体となったまま）が放射状に裂開し、花弁状の裂片として展開する。裂開した殻皮の各裂片は、乾湿によって再び反転・展開を繰り返すものと、展開したままのものとがあり、属あるいは種レベルでの分類形質として用いられる。また、基本体を包む袋（しばしば内皮と呼ばれる）の基部に短い柄を有するものと欠くものとがあり、前者の場合、柄の頂部は袋の底部に貫入し、円錐状の柱軸となる。内皮の外面はしばしば微細な鉱物質の結晶体（シュウ酸カルシウムが主体であると推定されている）を密布しており、その頂端には一個もしくは数個の小孔を開き、ここから内皮内部に形成された胞子が外界へと分散する。

## 生態
ヒメツチグリ属の一部の種は、子実体が乾燥すると、星状に裂けた外皮裂片が反転し、胞子塊を包んだ内皮の周囲に巻き上がり、それを保護する働きをする。 しばしば、この状態で子実体の全体が地面からはずれ、タンブルウィードのように地上を転がりまわる。湿度が高い日は、外皮裂片が湿って開いてくる。時には裂片が著しく反り返って胞子塊を持ち上げることもある。おそらく、この状態で雨滴や小動物が胞子塊の含まれた袋状の内皮を圧迫した際に胞子が叩き出されて吹き出し、それが胞子の発芽に適した湿度の高い時点での胞子散布を促すことになっているのだと考えられる。多くが腐生菌であろうと推定されているが、人工培養は一般に難しい。

## 人間との関わり
人間との密接な関係はほとんどない。

## 参照
- Alexopolous, C.J.,  Charles W. Mims, M. Blackwell  et al., Introductory Mycology, 4th ed. (John Wiley and Sons, Hoboken NJ, 2004)  ISBN 0-471-52229-5